# Attila Vajda
Attila Vajda (Szeged, 17 maart 1983) is een Hongaars kanovaarder.
Vajda won tijdens de Olympische Zomerspelen 2008 de gouden medaille.

## Belangrijkste resultaten

### Olympische Zomerspelen
| Editie | Plaats | Resultaten                |
| ------ | ------ | ------------------------- |
| 2004   | Athene | C-1 1000m                 |
| 2008   | Peking | C-1 1000m 9e C-1 500m     |
| 2012   | Londen | 10e C-1 200m 6e C-1 1000m |

### Wereldkampioenschappen vlakwater
| Jaar | Plaats    | Resultaten              |
| ---- | --------- | ----------------------- |
| 2006 | Szeged    | C-1 1000 m              |
| 2007 | Duisburg  | C-1 1000 m              |
| 2009 | Dartmouth | C-2 4x 200 m            |
| 2010 | Poznań    | C-1 1000 m              |
| 2011 | Szeged    | C-1 1000 m              |
| 2013 | Duisburg  | C-1 1000 m · C-1 5000 m |
| 2014 | Moskou    | C-1 5000 m · C-1 1000 m |

1936: Francis Amyot ·
1948: Josef Holeček ·
1952: Josef Holeček ·
1956: Leon Rotman ·
1960: János Parti ·
1964: Jürgen Eschert ·
1968: Tibor Tatai ·
1972: Ivan Patzaichin ·
1976: Matija Ljubek ·
1980: Ljoebomir Ljoebenov ·
1984: Ulrich Eicke ·
1988: Ivans Klementjevs ·
1992: Nikolai Boechalov ·
1996: Martin Doktor ·
2000: Andreas Dittmer ·
2004: David Cal ·
2008: Attila Vajda ·
2012: Sebastian Brendel ·
2016: Sebastian Brendel ·
2020: Isaquias Queiroz ·
2024: Martin Fuksa